# Chiesa dell'Arciconfraternita di Santa Maria della Sanità
La chiesa dell'arciconfraternita di Santa Maria della Sanità (già chiesa dei Santi Pietro e Paolo agl'archi del Purgatorio) è una chiesa di interesse storico-artistico di Napoli; è situata nel cuore del centro storico.
Nei suoi pressi sorgono anche le chiese di Sant'Angelo a Segno e del Purgatorio ad Arco.

## Storia
La chiesa risale intorno alla metà del XVII secolo in seguito alla chiusura del tratto di vicolo che collegava vico San Severino e via San Paolo. Il tracciato della strada era ben visibile nelle piante di Lafrèy e del Baratta, mentre in quella del duca Carafa di Noja si nota la chiusura terminale dovuta alla creazione del luogo di culto. Secondo quanto riportato dalla Mappa del Duca di Noja, la chiesa fu "addetta alla comunità dei Corteggiani".
Nel 2023 è stata interamente restaurata e sono state ricollocate le tele sulle pareti laterali.

## Descrizione
La struttura in questione, tipicamente barocca, è tra i più piccoli luoghi di culto della città.
L'esterno della chiesa, che sporge rispetto al filo della facciata retrostante, è caratterizzato dalla presenza del semplice portale e dal finestrone trilobato. La facciata è conclusa da una calotta innestata nella cortina muraria del palazzo; essa è ricoperta da embrici maiolicati verdi e gialli.
All'interno, malgrado la presenza di stucchi settecenteschi, si nota il riutilizzo di vecchie strutture medioevali che dovevano costituire un passaggio coperto del vico.
La navata è caratterizzata da un impianto centrale semi-rettangolare; sul fondo del presbiterio c'è un semplice altare sormontato da una cona settecentesca che custodisce la tavola di una Madonna.